# Liga 3 (Campeonato Peruano de Futebol)
A Liga 3 de Fútbol Profesional del Perú, conhecida simplesmeente como Liga 3 e, por motivos de patrocínio, como Liga 3 Joma, é a liga oficial correspondente à terceira divisão do futebol masculino peruano. Criada em 2025 e organizada pela Federação Peruana de Futebol (FPF), a competição tem caráter semiprofissional e promocional, funcionando como elo entre o futebol amador e o profissional no país.
Disputada por 36 clubes, a Liga 3 oferece acesso à Liga 2, segunda divisão nacional, enquanto os times com pior desempenho são rebaixados para a tradicional Copa do Peru, que segue sendo a principal porta de entrada para equipes do interior no cenário nacional.

## Nomes
| Ano             | Nível | Promovido para a | Rebaixado para a                                                     |
| --------------- | ----- | ---------------- | -------------------------------------------------------------------- |
| 2025 – presente | 3     | Liga 2           | Copa do Peru Ligas Departamentais Ligas Provinciais Ligas Distritais |

## História
A ideia de criar uma terceira divisão no futebol peruano começou a ganhar corpo ainda em 2019, quando a Federação Peruana de Futebol (FPF) iniciou debates internos sobre uma possível reformulação do sistema de acesso. À época, o então presidente da Comissão Nacional de Futebol Amador, Luis Duarte Plata, propôs a substituição da tradicional Copa do Peru pela Liga 3, com a última edição do torneio amador sendo realizada em 2020. A proposta previa que os 25 campeões departamentais dariam o pontapé inicial na primeira temporada da nova liga em 2021. No entanto, os planos foram interrompidos pela pandemia da COVID-19, que levou a FPF a cancelar a edição de 2020 da Copa Perú ainda na Etapa Distrital, adiando indefinidamente o projeto.
A pauta voltou à mesa em 2022, quando a FPF, por meio da Subcomissão Nacional de Futebol Amador, retomou os planos para criar uma nova liga que funcionasse como ponte entre o amadorismo e o futebol profissional. A proposta ganhou força com o presidente da FPF, Agustín Lozano, dentro do pacote de "reformas do futebol peruano", cuja principal medida seria encerrar o acesso direto do Copa do Peru à Liga 1 (primeira divisão profissional), profissionalizando de forma gradual a pirâmide competitiva nacional.
Entre o final de 2023 e o início de 2024, a criação da Liga 3 passou a ser exigência formal da Federação Internacional de Futebol (FIFA), o que impulsionou a FPF a acelerar sua implementação. A inclusão da nova divisão também atendeu a observações feitas pela Confederação Sul-Americana de Futebol (CONMEBOL), que cobra dos países sul-americanos uma estrutura mais padronizada e meritocrática em suas competições. Com isso, ficou definido que, a partir de 2024, a Copa do Peru passaria a ser rebaixada de nível, funcionando como torneio classificatório. Os 25 melhores colocados na classificação final da Etapa Nacional da Copa do Peru de 2024 — campeões ou vice-campeões departamentais, com exceção daqueles que subirem à Liga 2 (segunda divisão profissional) — seriam os clubes participantes da primeira edição da Liga 3, marcada para 2025.
O primeiro gol da história da Liga 3 foi marcado por Rommel Guimarães, defendendo o Estudiantil CNI de Iquitos, na partida contra o Pacífico FC de San Martín de Porres. Desde a sua estreia em 2025, a Panamericana Televisión (Pantel) se tornou a primeira emissora de sinal aberto a conquistar os direitos de transmissão da competição, ampliando a visibilidade da nova divisão para todo o país.

## Regulamento

### Sistema de disputa
Com um total de 36 equipes participantes, a recém-criada Liga 3 do Peru apresenta um sistema de disputa dividido em três fases distintas: Fase Regional, Segunda Fase e Fase Final (Play-offs). Na Fase Regional, as equipes são distribuídas em quatro grupos de nove, organizados de acordo com a localização geográfica. Os quatro melhores colocados de cada grupo avançam para a fase seguinte, enquanto o último colocado de cada grupo é automaticamente rebaixado à Copa do Peru. Na Segunda Fase, os 16 clubes classificados são então organizados em quatro grupos de quatro. Novamente, apenas os dois primeiros colocados de cada grupo seguem adiante, agora rumo aos Play-offs de acesso. A fase final será disputada em formato eliminatório ("mata-mata"), a partir das quartas de final, os finalistas garantem o sonhado acesso à Liga 2, passando a integrar o seleto grupo do futebol profissional peruano já na temporada seguinte.

## Campeões
| Edição | Ano  | Campeão | Vice-campeão | N.º clubes |
| ------ | ---- | ------- | ------------ | ---------- |
| 1      | 2025 |         |              | 37         |

## Títulos por clube
| Posição | Clube | Título(s) | Vice-campeonato(s) | Ano(s) do(s) título(s) | Ano(s) do(s) vice(s) |
| ------- | ----- | --------- | ------------------ | ---------------------- | -------------------- |
| 1       |       |           |                    |                        |                      |
| 2       |       |           |                    |                        |                      |

## Patrocínio
Desde sua criação, a Liga 3 conta com o patrocínio da fornecedora de material esportivo espanhola Joma, que adquiriu os "direitos de nome" (em inglês:  naming rights) do torneio em 2025. A competição passou a ser oficialmente denominada "Liga 3 Joma", em um acordo que busca fortalecer a imagem e visibilidade da nova divisão no cenário nacional.
| Patrocinador | Nome comercial da liga | Temporada(s)    |
| ------------ | ---------------------- | --------------- |
| Joma         | Liga 3 Joma            | 2025 – presente |